# 브이러스
브이러스는 대한민국의 음악 그룹이다. 2012년 싱글 《Love》로 데뷔했다.

## 음반
- Love (2012)